# Lagarde (Mosel·la)
Lagarde és un municipi francès, situat al departament del Mosel·la i a la regió del Gran Est. L'any 2007 tenia 199 habitants.

## Demografia

### Població
El 2007 la població de fet de Lagarde era de 199 persones. Hi havia 85 famílies, de les quals 20 eren unipersonals (8 homes vivint sols i 12 dones vivint soles), 37 parelles sense fills, 20 parelles amb fills i 8 famílies monoparentals amb fills.
La població ha evolucionat segons el següent gràfic:
Habitants censats

### Habitatges
El 2007 hi havia 104 habitatges, 88 eren l'habitatge principal de la família, 11 eren segones residències i 5 estaven desocupats. 94 eren cases i 10 eren apartaments. Dels 88 habitatges principals, 73 estaven ocupats pels seus propietaris, 11 estaven llogats i ocupats pels llogaters i 3 estaven cedits a títol gratuït; 15 tenien tres cambres, 20 en tenien quatre i 52 en tenien cinc o més. 69 habitatges disposaven pel capbaix d'una plaça de pàrquing. A 45 habitatges hi havia un automòbil i a 35 n'hi havia dos o més.

### Piràmide de població
La piràmide de població per edats i sexe el 2009 era:
| Homes | Edats   | Dones |
| ----- | ------- | ----- |
| 0     | 95 o +  | 0     |
| 4     | 90 a 94 | 8     |
| 8     | 85 a 89 | 0     |
| 4     | 80 a 84 | 16    |
| 4     | 75 a 79 | 8     |
| 4     | 70 a 74 | 4     |
| 0     | 65 a 69 | 12    |
| 8     | 60 a 64 | 8     |
| 12    | 55 a 59 | 4     |
| 8     | 50 a 54 | 0     |
| 8     | 45 a 49 | 4     |
| 4     | 40 a 44 | 8     |
| 4     | 35 a 39 | 4     |
| 4     | 30 a 34 | 4     |
| 4     | 25 a 29 | 4     |
| 12    | 20 a 24 | 0     |
| 0     | 15 a 19 | 0     |
| 0     | 10 a 14 | 8     |
| 0     | 5 a 9   | 8     |
| 0     | 0 a 4   | 4     |

## Economia
El 2007 la població en edat de treballar era de 109 persones, 74 eren actives i 35 eren inactives. De les 74 persones actives 64 estaven ocupades (39 homes i 25 dones) i 9 estaven aturades (4 homes i 5 dones). De les 35 persones inactives 11 estaven jubilades, 7 estaven estudiant i 17 estaven classificades com a «altres inactius».

### Ingressos
El 2009 a Lagarde hi havia 84 unitats fiscals que integraven 196,5 persones, la mediana anual d'ingressos fiscals per persona era de 15.062 €.

### Activitats econòmiques
Dels 7 establiments que hi havia el 2007, 1 era d'una empresa de construcció, 1 d'una empresa de comerç i reparació d'automòbils, 1 d'una empresa d'hostatgeria i restauració, 1 d'una empresa immobiliària, 2 d'empreses de serveis i 1 d'una empresa classificada com a «altres activitats de serveis».
Dels 3 establiments de servei als particulars que hi havia el 2009, 1 era un electricista, 1 restaurant i 1 agència immobiliària.
L'únic establiment comercial que hi havia el 2009 era una botiga de menys de 120 m².
L'any 2000 a Lagarde hi havia 14 explotacions agrícoles que ocupaven un total de 920 hectàrees.

## Equipaments sanitaris i escolars
El 2009 hi havia una escola elemental integrada dins d'un grup escolar amb les comunes properes formant una escola dispersa.

## Poblacions més properes
El següent diagrama mostra les poblacions més properes.